# Geely
Zhejiang Geely Holding Group Co., Ltd (ZGH) 吉利控股集团, comúnmente conocida como Geely (en chino tradicional:吉利, pinyin:Jílì <Chi-Li>, lit: propicio), es una empresa china de la industria automotriz, con sede en Hangzhou, Zhejiang. Es la propietaria o accionista principal de las marcas Geely, Polestar (una subsidiaria de vehículos eléctricos de Volvo), Volvo Cars, Horse (sección de motores al 50% con Renault), Lynk & Co, Proton, Lotus Cars y London EV.

## Subsidiarias y adquisiciones
Geely es el accionista mayoritario del fabricante sueco Volvo Cars desde 2010, cuando adquirió esta firma a la Ford Motor Company. Actualmente Volvo Cars es una empresa pública que cotiza en la bolsa de valores de Estocolmo, pero Geely mantiene la mayoría del accionariado bajo su propiedad. También, es el mayor accionista de Mercedes-Benz, y copropietario de Smart. En 2013, se hizo con el total del fabricante británico de taxis The London Electric Vehicle Company. En junio de 2017, también adquirió el 49,9% del capital de la empresa de automóviles de Malasia Proton, así como una participación mayoritaria de los fabricantes de automóviles británicos Lotus desde 2017 y Aston Martin desde 2022.
La subsidiaria Geely Automobile Holdings Ltd. (Chinese: 吉利汽车; pinyin: Jílì Qìchē) (SEHK: 175), cotiza en la Bolsa de Hong Kong, convirtiéndose el 13 de febrero de 2017, en un componente del Hang Seng Index.
En 2008 reportó un incremento en su beneficio neto de 879 000 000 ¥.
En 2014 adquiere al fabricante de coches eléctricos Kandi.

### Principales subsidiarias
- Aerofugia[14]
- Benelli[15]
- CEVT (China Euro Vehicle Technology)[16][17]
- Emerald Automotive
- Geely Auto
- Zhejiang Geely Ming Industrial
- London Electric Vehicle Company
- Lotus Cars (51%)
- Lynk & Co
- Shanghai Maple
- Proton Holdings (49.9%)[18]
- Renault Korea (34.2%)[19][20]
- Smart (empresa conjunta 50/50 con Mercedes-Benz)[21][22]
- Qianjiang Motorcycle
- Ouling Auto
- Terrafugia
- Volvo Cars (82%)[23]
  - Polestar (49.5%)[24]
- Yuan Cheng Auto (Farizon Auto)
- Zeekr[25]
- Geely Emgrand